# Banglades címere
Banglades címere egy korong, melynek közepén egy stilizált tündérrózsa (Nymphaea nouchali) található, két oldalán rizsszálakkal, alatta vizet jelképező hullámos sávokkal. Felül négy csillagot helyeztek el, mely Banglades négy eredeti közigazgatási egységére utal.